# Зыбучий песок (фильм)
«Зыбучий песок» (англ. Quicksand) — фильм нуар режиссёра Ирвинга Пичела, вышедший на экраны в 1950 году.
Поставленный по оригинальному сценарию Роберта Смита, фильм рассказывает историю «нуждающегося в деньгах механика автомастерской (Микки Руни), которого постепенно засасывает в преступную жизнь». Как пишет Майкл Кини, «нуждаясь в каких-либо деньгах для свидания с официанткой (Джинн Кэгни, сестра Джеймса), он крадёт двадцать баксов из кассы на работе, намереваясь вернуть деньги на следующий день. Начиная с этого момента, всё катится под откос для несчастного героя, и он погрязает всё глубже и глубже, совершая серию преступлений, каждое хуже предыдущего, в тщетной попытке скрыть изначальный глупый поступок. Барбара Бейтс играет хорошую девушку, которая любит Руни, несмотря ни на что, а Петер Лорре играет подлого владельца зала игровых автоматов, который его шантажирует».
Фильм стал первым инвестиционным проектом и первой нуаровой ролью для Микки Руни, популярного актёра, более всего известного по роли Энди Харди в серии популярных семейных комедий, воспевающих американские ценности, которые выпускала студия «Метро-Голдвин-Майер» в 1937—1946 годах. После выхода на экраны фильм получил сдержанные оценки прессы и провалился в прокате, но современная критика оценивает его достаточно позитивно.

## Сюжет
В Санта-Монике, в закусочной во время обеденного перерыва молодой автомеханик Дэн Брэйди (Микки Руни) рассказывает своему коллеге Чаку (Уолли Касселл) о том, что только что бросил свою подружку Хелен Колдер (Барбара Бейтс). Она влюблена в него без памяти, однако Дэн не хочет связывать себя обязательствами. Увидев в зале привлекательную блондинку-кассиршу Веру Новак (Джинн Кэгни), Дэн тут же теряет от неё голову. Он уговаривает Веру пойти с ним вечером на свидание, однако, вернувшись на работу, вспоминает, что у него нет денег. Разменивая деньги в кассовом аппарате, Дэн слышит, что бухгалтер фирмы на несколько дней уезжает в командировку. Дэн незаметно берёт из кассы 20 долларов, намереваясь вернуть их на следующий день, когда его приятель по рыбалке Базз Ларсон (Джимми Додд) вернёт ему долг. Вечером, прогуливаясь по пирсу Санта-Моники, Вера рассказывает Дэну, что раньше работала здесь в зале игровых автоматов, который принадлежит сомнительному типу по имени Ник Драмошаг (Петер Лорре). Они заходят в зал, и Вера знакомит Дэна с Ником. Из дальнейшего разговора становится ясно, что Веру связывали с Ником не только деловые отношения, и что она ушла от него, когда Ник отказался купить ей норковое пальто.
Следующим утром Дэн не может найти Базза, чтобы забрать у него деньги, и при этом узнаёт, что бухгалтер уже вернулся на работу, чтобы по заданию босса срочно подготовить налоговую отчётность. Пока бухгалтер просматривает документы, Дэн быстро перебегает в ювелирный магазин напротив, покупает там в кредит 100-долларовые часы, выплачивая при покупке 10 долларов, затем сдаёт их в ломбард за 30 долларов, и незаметно возвращает 20 из них в кассу. День спустя в автомастерской появляется следователь по имени Мориарти (Джон Гэллодет), который говорит Дэну, что если тот не расплатится с ювелирным магазином в течение двадцати четырёх часов, то его арестуют за крупную кражу, так как по условиям кредитного договора он не имел права закладывать часы. Тем же вечером, после бесплодных поисков денег Дэн направляется в бар на пирсе, где видит пьяного владельца бинго-салона Шорти Маккейба (Сидни Мэрион). Заметив у того кошелёк с 50-долларовыми банкнотами, Дэн идёт вслед за Шорти на автопарковку, где нападает на него и грабит. Это видит случайная свидетельница, кассирша в соседнем кинотеатре, которая криками зовёт полицию, вынуждая Дэна скрываться бегством. Дэн направляется к залу игровых автоматов для встречи с Верой. Увидев, как Ник бьёт её за якобы неоплаченный долг, Дэн вступается за девушку и в драке одерживает верх над Ником. Дэн бросает ему 50-долларовую бумажку, при этом случайно теряя на месте драки свой платок, которым он прикрывал лицо во время ограбления. Зайдя с Верой в бар, Дэн щедро заказывает выпивку, собираясь расплатиться 50-долларовой бумажкой, однако Вера останавливает его, говоря, что все в парке развлечений уже знают о том, что такие деньги были в кошельке ограбленного Шорти.
На следующий день Ник звонит Дэну и даёт понять, что ему известно об ограблении и требует, чтобы Дэн к нему немедленно явился. При встрече он говорит и про 50-долларовую купюру, предположительно, из кошелька Шорти, которую Дэн бросил ему вчера, и про кассиршу, которая видела грабителя и в полиции опознает его, а самое главное про платок с пятнами крови, который Дэн уронил вчера во время драки. Взамен на платок и молчание Ник требует у Дэна новый автомобиль, который он собирается отогнать в Неваду и там продать. В отчаянии Дэн ночью похищает машину из автомастерской и передаёт её Нику в обмен на платок. Утром владелец мастерской по имени Мэкки (Арт Смит) требует от Дэна немедленно вернуть машину, говоря, что у него есть свидетели, которые видели, как Дэн ночью разъезжал на машине по городу. И если Дэн не вернёт машину в течение суток, то должен заплатить за неё 3000 долларов (при реальной цене 1800 долларов), иначе Мэкки заявит на него в полицию, обвинив в ограблении. Дэн делится своими проблемами с Верой, которая предлагает обокрасть офис Ника в зале игровых автоматов, где, как ей известно, он прячет на ночь 3-4 тысячи долларов текущей выручки. Той же ночью Дэн проникает в офис Ника и похищает из него 3600 долларов. Охрана замечает незаконное проникновение, и открывает огонь, но Дэну удаётся сбежать. Он приходит домой к Вере, где вынужден оставить деньги на ночь. На следующий день, когда Дэн возвращается к Вере, выясняется, что на половину похищенной суммы она купила себе норковое пальто. Это приводит Ника в бешенство, однако Вера замечает, что поскольку она придумала идею с ограблением и указала, где лежат деньги, то по праву претендует на половину добычи. Что же касается расчётов за машину, она рекомендует Дэну пойти к Мэкки и расплатиться с ним оставшимися 1800 долларами. Он уверяет, что если правильно построить разговор, Мэкки согласится и на эту сумму, так как в противном случае останется и без машины, и без денег. Мэкки назначает встречу поздно вечером в своём офисе в мастерской. Дэн передаёт ему все украденные деньги, забрав которые, Мэкки наставляет на Дэна пистолет и набирает номер полиции. Не в силах себя сдержать, Дэн бросается на него и душит. Затем он приходит к Вере, уговаривая её бежать в Техас, однако она отказывается, так как, по её словам, она никого не убивала и не грабила, и потому ей нет смысла бежать.
Некоторое время спустя Дэн встречает на улице Хелен и Чака, который рассказывает, что уволился с работы после того, как Мэкки попытался вымогать у него деньги за украденную машину. Дэн истерически смеётся, понимая, что Мэкки на самом деле ничего не знал про кражу и просто блефовал. Дэн снова едет к Вере, но на подходе к её дому видит, как к ней направляется полиция. Спрятавшись у окна на пожарной лестнице, он слышит, что полиция пришла по наводке Ника, который обвинил её в краже, так как только она знала, где он хранит деньги. В испуге решив, что её собираются задержать как сообщницу Дэна, Вера выбалтывает полиции всё, что знает о его преступлениях, включая убийство Мэкки, говоря, что не имеет к его делам никакого отношения. Тем не менее, когда детективы находят в шкафу дорогую норковую шубу, они задерживают Веру по подозрению в ограблении Ника. После того, как её уводят, Дэн осторожно спускается по пожарной лестнице, где неожиданно встречает поджидающую его Хелен, которая почувствовала, что ему понадобится помощь. Они садятся в её машину, где признаются друг другу в любви, после чего Дэн откровенно рассказывает ей всё, что с ним произошло в последние дни. Не видя иного выхода, они решают вместе сбежать в Мексику, однако через несколько километров после выезда из города их машина ломается. На перекрёстке Дэн открывает дверь остановившейся машины, и угрожая водителю оружием, заставляет везти его и Хелен в Мексику. По дороге выясняется, что водителем автомобиля является доброжелательный адвокат по имени Харви (Тейлор Холмс), который объясняет Дэну, что пока Хелен не нарушила закон, но если она сбежит вместе с ним на этой машине, то станет его сообщницей, и ей будет грозить уголовное преследование. Далее Харви ставит под сомнение утверждение Дэна о том, что Мэкки умер, возможно, Дэну это просто показалось. А если Мэкки жив, то смертная казнь Дэну не грозит. Аргументы Харви убеждают Дэна, и он требует, чтобы Харви развернулся и ехал в порт Санта-Моники, где он отпустит Хелен, а сам на рыбацкой шхуне Базза уплывёт в Мексику. Однако, прибыв в порт, они видят там полицейские наряды. Дэн пытается пробраться на отплывающую шхуну Базза, однако двое полицейских замечают его и начинают преследовать, открывая огонь. Наконец, раненый в плечо Дэн сдаётся властям. К этому моменту по радио сообщают, что Мэкки не был задушен насмерть, а лишь потерял сознание, что снимает с Дэна обвинение в убийстве. Харви, который проникся к Дэну симпатией, говорит, что готов защищать его суде, и, по его оценкам, с учётом того, что для Дэна это будет первое наказание, скорее всего, ему дадут год тюрьмы и десять лет условно. Дэн обнимает Хелен, которая обещает ждать его.

## В ролях
- Микки Руни — Дэн
- Джинн Кэгни — Вера
- Барбара Бейтс — Хелен
- Петер Лорре — Ник
- Тейлор Холмс — Харви
- Арт Смит — Мэкки
- Уолли Касселл — Чак
- Ричард Лейн — лейтенант Нельсон
- Пэтси О’Коннор — Милли
- Джон Гэллодет — Мориарти
- Сидни Мэрион — Шорти
- Лестер Дорр — Лысый, ювелир
- Джек Элам (в титрах не указан)

## Создатели фильма и исполнители главных ролей
Как отмечает историк кино Натаниел Томпсон, фильм делался как совместный проект двух популярных актёров — Микки Руни и Петера Лорре, при этом «по взаимному договору Лорре намеревался стать режиссёром, а Руни продюсером». Однако «вместо этого фильм стал одной из последних режиссёрских работ бывшего актёра Ирвинга Пичела, более всего известного как сорежиссёра влиятельного приключенческого хоррора „Самая опасная игра“ (1932)». Помимо этого фильма Пичел поставил в 1935 году приключенческий триллер «Она» (1935), его наиболее заметными картинами стали также драма военного времени «Крысолов» (1942), мелодрама «Вечное завтра» (1946), фильм нуар «Мне не поверят» (1947), романтическая фэнтези-комедия «Мистер Пибоди и русалка» (1948) и биопик «Мартин Лютер» (1953). Как отмечает Томпсон, "большинство работ Пичела сделано искусно, а его живой, мастерский стиль очевиден с первого его фильма до последнего. Показательно, что в один год с «Зыбучим песком» он вместе с продюсером Джорджем Палом создал революционный «реалистический» научно-фантастический фильм «Место назначения — Луна» (1950).
Сценарист фильма Роберт Смит, помимо этой картины, написал сценарии ещё нескольких фильмов нуар, среди них «Я всегда одинок» (1948), «Вторая женщина» (1950) и «Ривер-стрит, 99» (1953). Как пишет Томпсон, после «Зыбучего песка» Смит «смог превзойти себя с ещё более пронзительным поздним нуаром, дико перегруженным в сюжетном плане „Внезапным страхом“ (1952), в котором Джоан Кроуфорд исполнила, возможно, свою самую тревожную и затравленную роль». Затем, как и Пичел, Смит ушёл в научную фантастику, в 1950-е годы добившись успеха с двумя выдающимися фильмами: один из них — чудесный «Чудовище с глубины 20 000 саженей» (1953) со спецэффектами Рэя Харрихаузена, а второй — настолько абсурдный, что находится на грани безумной гениальности — «Вторжение в США» (1952). Интересно, что Микки Руни сыграл в четырёх картинах, поставленных по сценариям Роберта Смита — «Большое колесо» (1949), «Большой босс» (1959), «Частные жизни Адама и Евы» (1960) и «Платиновый колледж» (1960).
Актёрская карьера Микки Руни охватила почти девять десятилетий и продолжалась фактически до самой его смерти в 2014 году. За это время он сыграл более чем в 300 фильмах и к концу своей жизни оставался одним из последних живых актёров, снимавшихся ещё в немом кино. Вершина его карьеры пришлась на 1930-40-е годы, когда он исполнил роль Энди Харди в пятнадцати фильмах, воплощавших американские семейные ценности. За свою карьеру Руни четырежды номинировался на Оскар за работы в фильмах «Дети в доспехах» (1939), «Человеческая комедия» (1943), «Дерзкий и смелый» (1956) и «Чёрный скакун» (1979). Руни был актёром преимущественно лёгкого жанра, и за свою карьеру сыграл лишь в четырёх фильмах, которые относятся к жанру нуар — «Зыбучий песок» (1950), «Стрип» (1951), «Поездка по кривой дороге» (1954) и «Малыш Нельсон» (1957). Как написал киновед Эндрю Дикос, «интересная ирония фильмов нуар заключается в том, что тех, кто профессионально занимается машинами, часто ожидает плохой конец». В частности, «играя Дэна Брэйди, механика в „Зыбучем песке“, и Эдди Шэннона, механика и гонщика в „Поездка по кривой дороге“ (1954), Микки Руни попадает в неприятности из-за того, что хорошо разбирается в автомобилях и легко поддаётся женскому соблазну».
Петер Лорре является одним из наиболее значимых актёров фильма нуар, хотя играл преимущественно характерные роли. Он сыграл в таких значимых фильмах жанра, как «М» (1931), «Человек, который слишком много знал» (1934), «Безумная любовь» (1935), «Незнакомец на третьем этаже» (1940), «Мальтийский сокол» (1941), «Лицо под маской» (1941), «Касабланка» (1942), «Маска Димитриоса» (1944), «Вердикт» (1946), «Три незнакомца» (1946), «Погоня» (1946) и многих других.

## История создания фильма
Как отметил Томпсон, «после всё более нараставшего нигилистического крена в фильмах 1940-х годов Голливуд начал насаждать всё усиливавшийся морализаторский контроль над своей продукцией, что привело к непревзойдённому десятилетию кинематографического пуританства, которое покалечило даже такие мейнстримовские, крепкие в общественном сознании проекты крупных студий, как „Карусель“ (1956) и „Дурная кровь“ (1956)». Хотя, как пишет Томпсон, «в этот период воспевания здоровых ценностей нескольким бескомпромиссным нуарам, таким как „Большая жара“ Фритца Ланга, всё-таки удалось просочиться на экраны, тем не менее „Зыбучий песок“ более показателен для того времени своим неправдоподобным, неожиданным спасением нашего героя в последнюю минуту, что отходит от пути общепринятых правил нуара», согласно которым подобный герой обречён.
Как отметил Дэвид Хоган, «Руни сделал этот фильм для собственной фирмы, идею которой предложил ему промоутер Сэм Х. Стифел». Критик далее отметил, что «Стифел наобещал многое из того, чего не мог исполнить, и ни он, ни компания не стали частью жизни Микки надолго». Брюс Эдер отмечает, что «Руни, который финансировал этот фильм вместе с Петером Лорре, стал свидетелем того, как доли обоих украл их третий партнёр». Томпсон пишет, что "фильм был задуман как первый проект долгосрочного сотрудничества Руни и Лорре, которое так и не воплотилось в жизнь, вынудив Лорре объявить о своём банкротстве, и после заявления, что ему «надоело гримасничать» в Голливуде, он уехал в Европу (хотя и не ненадолго), чтобы поставить фильм «Пропавший» (1951).
В своей автобиографии «Жизнь слишком коротка» Руни написал, что фильм был «очень точно назван. Мы в нём потонули». Однако, как пишет Томпсон, «несмотря на финансовую катастрофу, год спустя Руни вернулся в нуар с менее интересным фильмом „Стрип“ (1951) для студии „Метро-Голдвин-Майер“». Хоган отмечает, что «после „Зыбучего песка“ и некоторых других очень хороших фильмов категории В, которые он сделал в тот период — таких как „Стрип“ и „Поездка по кривой дороге“ — Руни быстро отошёл от этого направления, наверное, из-за неприятных воспоминаний, связанных со Стифелом и „Руни, инк“». Между тем, по мнению критика, «Руни должен гордиться своей работой в этом фильме. Его персонаж Дэн увяз в зыбучих песках по самый нос, и владеет нашим интересом в каждый момент своей борьбы». Интересно, что вскоре «Стифел добрался и до Лорре и даже создал „Лорре, инк“». Как пишет Хоган, «как вы можете догадаться, он абсолютно не преуспел» и здесь.

## Критика

### Общая оценка фильма
Как написал Деннис Шварц, после выхода на экраны «фильм провалился в коммерческом плане», а критики дали ему невысокую оценку. В частности, в рецензии в «Нью-Йорк таймс» фильм был назван «определённо скучной мелодрамой, которая использует несколько неоригинальных идей в довольно нудном, тяжеловесном стиле». Далее газета пишет, что «пройдёт час и двадцать минут совпадений, которые будут следовать одно за другим, пока закон и истинная любовь в лице Барбары Бейтс не одержат верх». За это время «Руни пройдётся по всему диапазону — украдёт двадцать долларов из кассы, почти задушит насмерть своего босса, ограбит подвыпившего джентльмена и украдёт 3600 долларов у Петера Лорре, владельца дешёвого зала игровых автоматов, всегда готового к угрожающим поступкам. Мистер Руни подытожил всё это печальным замечанием: „Боже, ну я и влип“».
Современные киноведы оценивают картину значительно более позитивно. Крейг Батлер назвал фильм «одним из душераздирающих образцов жанра фильм нуар, и кроме того, одним из самых занимательных социальных документов своей эпохи». Отметив «сюрреалистическую эскалацию кошмарных совпадений» в фильме, Томпсон пишет, что этот «поздний нуар более всего помнят по причине того, что Руни сыграл в нём персонажа не своего амплуа». «Зыбучий песок» — это «наполненный неожиданными поворотами криминальный триллер, который очень далёк от (фильмов про классического персонажа Руни) Энди Харди». Вместе с тем, «к счастью для самого фильма, со временем он обратил на себя положительное внимание, и стал по-своему культовым среди поклонников нуара». Томпсон обращает внимание и на то, что «композиционный ход фильма об одной ночи, пошедшей в неверном направлении, предвосхитил целый субжанр сходных фильмов несколько десятилетий спустя, включая „После работы“ (1985) Мартина Скорцезе — ещё одной истории гонимого простака после адски неудачного свидания, который вопреки всем ожиданиям, также имел маловероятный „хороший“ конец».
Дэвид Хоган назвал фильм «искусным, напряжённым маленьким нуаром», который несмотря на все проблемы с производством, «сделан на долгие годы». В фильме «цветут пышным цветом рукоприкладство, грабёж с применением силы, взлом и проникновение, ограбление, кража автомобиля, вымогательство, драка, шантаж, убийство, вооружённое похищение автомобиля, похищение человека и бегство». Однако, как отмечает Хоган, хотя «всё это, возможно, звучит несерьёзно, тем не менее логические основания для всех этих событий в сценарии присутствуют: поступок, задуманное последствие, незадуманное последствие, снова поступок — тот же цикл повторяется снова и снова, по мере того, как Дэна засасывает всё глубже и глубже» в зыбучий песок обстоятельств. Хоган выделяет «забавную сцену погони», далее обращая внимание на «невероятное счастливое окончание», которое «даёт понять, что Дэн не будет слишком ужасно страдать за все те беды, которые он принёс, и кроме того получит назад Хелен».

### Оценка работы режиссёра и творческой группы
Шварц считает, что «Ирвинг Пичел искусно ставит этот быстрый, напряжённый, но небольшой фильм нуар». Брюс Эдер обращает внимание на то, что «Пичел демонстрирует чёткое видение деталей как в актёрской игре, так и в постановке действия». Далее критик отмечает, что «значительная часть фильма была снята на реальной натуре в низкопробных парках развлечений на пирсах Южной Калифорнии, где и происходят основные события». Кроме того, «все персонажи фильма, особенно мужчины, действуют и говорят как реальные люди, а не киношные персонажи — диалоги и болтовня и даже то, как они стоят и общаются друг с другом — выглядит грубо и реально». По словам Эдера, «зритель получает живое ощущение жизни рабочего класса того времени, когда прошло уже достаточно много времени после Второй мировой войны для того, чтобы обратиться к развлечениям, играм и легковесному подходу к жизни, но которое подчёркивает тревожное настроение того времени, связанное с Корейской войной, Красной угрозой и неопределённостью, которая скрыта под поверхностью американской жизни». Эдер далее указывает, что «характер истории и мрачный, затемнённый показ значительной части событий как бы служит тревожным указанием на хрупкость жизненной стабильности, что делает фильм более убедительным на фоне общепринятого оптимизма того времени». По мнению Хогана, «в сценарии Роберта Смита прекрасно прописана схема надвигающейся катастрофы, которая беспощадно нарастает с момента первой кражи Дэна». Далее он отмечает, что «постановка Пичела похвально лаконична и выразительна, а Лайонел Линдон осветил картину так, что тупики, меблированные комнаты, и шумные переполненные комнаты обретают своё чумазое великолепие».

### Оценка актёрской игры
«Нью-Йорк таймс» в своей рецензии называет персонажа Руни «преследующим каждую юбку автомехаником и очевидным дилетантом в непредсказуемых жизненных обстоятельствах, которого затягивает всё более и более по мере разворачивания истории». Кроме того, «бесстыдная блодника-соблазнительница, которую играет Джинн Кэгни, ему совсем не пара. Её сердце, это очевидно всем, кроме легковерного работника мастерской, принадлежит норковому пальто, на которое она с жадностью смотрит». Как отмечает Шварц, «Руни играет вопреки своему амплуа обычно чистенького Энди Харди», и, по мнению Брюса Эдера, «даёт лучшую игру своей карьеры в качестве благонамеренного, но не слишком умного недотёпы, который погружается всё глубже и глубже во мглу воровства, насилия и даже убийства». Майкл Кини напоминает: «Помните, сколько раз Руни попадал в неприятности как подросток Энди Харди в тридцатые годы? Но это было ничто по сравнению с теми бедами, с которыми он сталкивается в качестве автомеханика в фильме нуар 1950 года». Далее он пишет: «Руни, который был уже опытным актёром с 70 фильмами к 30 годам, играет сильно, помогая этому малому нуару удержаться на уровне, даже несмотря на его разочаровывающий финал». Хоган также напоминает, что «Руни — который к своим 30 годам уже 24 года снимался в кино — выполняет одну из лучших работ в своей карьере. В этом фильме он смотрится абсолютно естественно и увлечённо», он не демонстрирует свою актёрскую технику, «и вы ни разу не поймаете его на том, что он играет». Хоган следующим образом описывает одну из самых ярких, по его мнению, сцен в фильме: «В тот момент, когда Дэн видит Веру в норковом пальто, которое она купила на деньги, которые Дэну были по-настоящему нужны для совсем другого, наступает крушение его планов. Дэн настолько раздосадован, что с трудом сдерживается. Однако Веру это оскорбляет. Разве она не заслужила норковое пальто? И в любом случае, это она сказала Дэну, как добыть наличные». Критик далее отмечает: «Вероятно, ненамеренная ирония фильма заключается в том, что Вера никак не тянет быть наградой. Она низкая и нескладная, с толстой шеей, непривлекательной стрижкой „паж“, а её черты скорее броские, чем красивые. Джинн Кэгни мастерски играет эту роль. Вы сразу подозреваете, что Вера — динамистка (примерно этого Дэн и заслуживает), но вы никогда не поймёте, почему Дэн был так увлечён ею — особенно в то время, когда его бывшая подружка, красивая и милая Хелен (Барбара Бейтс) хочет возобновить отношения с нашим героем».
По мнению Хогана, «Лорре идеально играет отталкивающего персонажа», а Шварц вообще пришёл к заключению, что «главная причина, почему стоит смотреть этот фильм — это понаблюдать за низким, подлым Питером Лорре в действии». Знаменательно, что этот фильм стал последним подлинным нуаром для Лорре, который положил начало этому киностилю с тем, что часто называется первым подлинным фильмом нуар — «Незнакомец на третьем этаже» (1940). Как и в других своих работах, таких как «Чёрный ангел» (1946), он был угрожающим персонажем второго плана, лишь по касательной влиявшем на основную историю. Однако актёр всё равно тащит свою роль с обычным мастерством и профессионализмом, которые он продолжал привносить в свои фильмы на студии «Американ Интернешнл» на протяжении последующих двух десятилетий.